# Christine Putz
Christine Putz (* 8. September 1966) ist eine ehemalige österreichische Skirennläuferin. Ihre kurze Karriere wurde im Jahr 1985 durch einen schweren Sturz beendet.

## Karriere
Nach ihrem Einstieg in den alpinen Skiweltcup konnte Christine Putz am 2. März 1985 beim Abfahrtslauf in Vail mit einem 15. Platz ihre einzige Weltcupplatzierung erreichen. Am 12. Dezember 1985 kam sie bei der Weltcup-Abfahrt in Val-d’Isère schwer zu Sturz. Ausgangs einer Rechtskurve geriet sie zu nah an das Fangnetz, wurde in die Luft katapultiert und prallte aus großer Höhe auf die Piste, wo sie bewusstlos liegen blieb. Nach der Erstversorgung wurde die lebensgefährlich verletzte Sportlerin mit dem Hubschrauber in das Krankenhaus von Grenoble geflogen, wo die Ärzte schwere Kopfverletzungen sowie Blut in der Lunge diagnostizierten. Putz erwachte nach 20 Tagen aus dem Koma, wurde von Grenoble ins Krankenhaus nach Innsbruck gebracht und konnte dieses erst nach fünf Monaten verlassen. Später berichtete sie, unmittelbar nach ihrem Unfall eine Nahtoderfahrung erlebt zu haben.

## Persönliches
Christine Putz betreibt heute ein Hotel in Bayern (Hotel-Christel in der Nähe von Bamberg) und ist Mutter eines Sohnes.
Die nunmehrige Christine Christel reiste seit Mitte der 90er Jahre mit Bernd Roberts, welcher als einziger als der musikalische Sohn von Roy Black betitelt wurde, bis heute durch die USA, England und andere Länder.